# Stanley Griswold
Stanley Griswold (Torrington, 1763. november 14. – Shawneetown, 1815. augusztus 21.) az Amerikai Egyesült Államok szenátora (Ohio, 1809).